# 神戸市立灘の浜小学校
神戸市立灘の浜小学校（こうべしりつ なだのはましょうがっこう）は、兵庫県神戸市灘区摩耶海岸通2丁目にある公立小学校。
同一敷地内に神戸市立灘さくら支援学校が併設されていて、小学校・特別支援学校を一体的に整備するのは神戸市では初、全国的にも珍しい事例とされている。本校の教育プランにおいても両校の児童生徒の連携・交流を謳っている。

## 施設概要
- 発注者：神戸市[5]
- 設計・監理：神戸すまいまちづくり公社
- 施工：大豊・神鋼興産特定JV
- 工期：2019年4月1日 - 2021年1月15日
- 構造：RC造（一部鉄骨造）
- 階数：地上6階
- 建築面積：5,704.73m2
- 延床面積：2,2718.17m2
- 最高高さ：30.5m

## 沿革
近くに建設された「HAT神戸」（分譲マンション）により、周辺の人口増により、なぎさ小学校の児童数が増え、プレハブ校舎建設等で対応したが、それでも校舎が手狭になった為、それを解消する為に開校した。
- 2021年（令和3年）
  - 4月1日 - 開校[7]。
  - 4月8日 - 出会いの会の開催と最初の始業式挙行。
  - 4月9日 - 第1回入学式挙行。
  - 10月9日 - 開校記念運動会（灘の浜スポーツデイ）開催。
  - 11月13日 - 開校記念音楽会開催。
  - 11月19日 - 開校記念式典挙行。
- 2022年（令和4年）
  - 3月24日 - 第1回卒業式挙行。
  - 3月25日 - 最初の修了式挙行。

## 通学区域
- 神戸市灘区[8]
  - 岩屋北町1 - 7丁目、岩屋中町1 - 5丁目、岩屋南町（元西灘小学校区）
  - 摩耶海岸通（元なぎさ小学校区）[6]

## 進学先中学校
- 神戸市灘区[8]
  - 神戸市立原田中学校（岩屋北町1 - 7丁目、岩屋中町1 - 5丁目、岩屋南町）
- 神戸市中央区[8]
  - 神戸市立渚中学校（摩耶海岸通）

## 周辺
- 神戸市立灘さくら支援学校 - 同一敷地内
- HAT神戸・灘の浜 - 本校開校のきっかけとなった分譲マンション
- 幼保連携型認定こども園はっとこども園
- 西郷川
- 西郷川河口公園
- 阪神高速3号神戸線
  - 摩耶ランプ
- 国道2号
- 兵庫県道491号摩耶埠頭線
- 神戸港

## 交通
- 神戸市バス「29」系統・「100」系統で、「灘の浜東」バス停下車後、徒歩約200m・約3分。

## 通学区域が隣接している学校
- 神戸市立西灘小学校
- 神戸市立福住小学校
- 神戸市立宮本小学校
- 神戸市立なぎさ小学校